# Hinoba-an
Hinoba-an is een gemeente in de Filipijnse provincie Negros Occidental. Bij de laatste census in 2007 had de gemeente bijna 54 duizend inwoners.

## Geografie

### Bestuurlijke indeling
Hinoba-an is onderverdeeld in de volgende 13 barangays:
| - Alim - Asia - Bacuyangan - Barangay I - Barangay II - Bulwangan - Culipapa | - Damutan - Daug - Po-ok - San Rafael - Sangke - Talacagay |

## Demografie
Hinoba-an had bij de census van 2007 een inwoneraantal van 53.894 mensen. Dit zijn 3.085 mensen (6,1%) meer dan bij de vorige census van 2000. De gemiddelde jaarlijkse groei komt daarmee uit op 0,82%, hetgeen lager is dan het landelijk jaarlijks gemiddelde over deze periode (2,04%). Vergeleken met de census van 1995 is het aantal mensen met 13.075 (32,0%) toegenomen.